# 148-ма піхотна дивізія (Третій Рейх)
148-ма піхотна дивізія (Третій Рейх) (нім. 148. Infanterie-Division) — піхотна дивізія Вермахту за часів Другої світової війни.

## Історія
148-ма піхотна дивізія утворена 18 вересня 1944 шляхом переформування 148-ї резервної дивізії, що билася на півдні Франції під час операції «Драгун». З'єднання було виведене з західного напрямку та спрямоване на охорону альпійських перевалів між Італією та Францією в районах Мантон, Ніцца, Канни. У жовтні 1944 148-ма дивізія перекинута на Італійський фронт війни, спочатку до Кунео, а згодом до Генуї. Виконувала завдання з берегової охорони лігурійського узбережжя.
Взимку 1944—1945 передислокована на Готську лінію, де у складі LI-го гірського корпусу генерала гірсько-піхотних військ В.Фойрштайна стримувала наступ союзних військ поздовж річки По.
28 квітня 1945 дивізія капітулювала 1-й піхотній дивізії Бразильського експедиційного корпуса. Як згадували пізніше бразильські солдати:
«Це було щось неперевершене; вони [німці] віддавали нам честь і організовано викладали зброю поздовж доріг. До найостаннішого моменту вони були віддані військовій дисципліні.»

## Райони бойових дій
- Франція (вересень — жовтень 1944);
- Італія (жовтень 1944 — квітень 1944).

## Командування

### Командири
- генерал-лейтенант Отто Фреттер-Піко (нім. Otto Fretter-Pico) (18 вересня 1944 — 28 квітня 1945).

### Підпорядкованість
| Час      | Корпус             | Армія                     | Група армій (округ) | Штаб                |
| -------- | ------------------ | ------------------------- | ------------------- | ------------------- |
| 1944     |                    |                           |                     |                     |
| жовтень  | —                  | Армійська група «Лігурія» | Група армій «C»     | Альпійські перевали |
| листопад | Корпус «Ломбардія» | 14-та армія               | Група армій «C»     | узбережжя Лігурії   |
| грудень  | LI-й гк            | 14-та армія               | Група армій «C»     | Північна Італія     |
| 1945     |                    |                           |                     |                     |
| січень   | LI-й гк            | 14-та армія               | Група армій «C»     | Північна Італія     |

### Склад
| Вересень 1939                           |
| --------------------------------------- |
| 281-й гренадерський полк                |
| 285-й гренадерський полк                |
| 286-й гренадерський полк                |
| 1048-й артилерійський полк              |
| 1048-й самохідно-протитанковий дивізіон |
| 1048-й інженерний батальйон             |
| 148-й фузілерний батальйон              |
| 1048-й дивізійний батальйон зв'язку     |
| 1048-ме дивізійне управління постачання |
| 1048-й запасний батальйон               |